# Alexandre Lippmann
Alexandre Lippmann, född 11 juni 1881, död 23 februari 1960, var en fransk fäktare som deltog i tre olympiska spel, 1908 i London, 1920 i Antwerpen och 1924 i Paris.